# Центральна проста алгебра
В теорії кілець центральною простою алгеброю над полем K називається асоціативна алгебра A, яка є простою, і для якої центр є рівним K. Особливо важливим є випадок скінченновимірних центральних простих алгебр і скінченна розмірність іноді є частиною означення.

## Приклади
- Комплексні числа C є центральною простою алгеброю над собою але не над полем дійсних чисел R (центром C є усе поле C, а не лише R).
- Кватерніони H утворюють 4-вимірну центральну просту алгебру над R.
- Для будь-якого простого кільця його центр є полем і це кільце є центральною простою алгеброю над своїм центром.
- Кільце квадратних матриць M(n,F) розмірності n над полем F є центральною простою алгеброю над полем F (центром M(n,F) є множина скалярних матриць, яка є ізоморфною полю F). Більш загально кільце квадратних матриць M(n,D) над тілом D є центральною простою алгеброю над центром тіла D.
- Оскільки кожне тіло є (як просте кільце) є центральною простою алгеброю над своїм центром і кільце квадратних матриць над полем є центральною простою алгеброю над цим полем, то кожна кватерніонна алгебра є центральною простою, оскільки кожна така алгебра є ізоморфною або алгебрі із діленням або кільцю квадратних матриць порядку 2 над полем. Навпаки кожна центральна проста алгебра розмірності 4 є ізоморфною кватерніонній алгебрі.

## Класи і група Брауера
Згідно теореми Веддерберна скінченновимірна проста алгебра A є ізоморфною матричній алгебрі M(n,S) для деякого тіла S. Дві скінченновимірні центральні прості алгебри A ~ M(n,S) і B ~ M(m,T) над полем F називаються подібними (еквівалентними за Брауером), якщо тіла S і T є ізоморфними. 
Еквівалентність Брауера можна задати також і в інший спосіб: скінченновимірні центральні прості алгебри A і B над полем F є еквівалентними якщо для деяких натуральних чисел n і m алгебра {\displaystyle A\otimes _{F}M(n,F)} є ізоморфною алгебрі {\displaystyle B\otimes _{F}M(m,F).}
З означень очевидно, що у кожному класі Брауера міститься рівно одна алгебра з діленням.
На множині класів Брауера можна ввести групову операцію. Для цього використовується така властивість центральних простих алгебр: якщо А — центральна проста алгебра над полем F, а В — проста алгебра, яка містить F у своєму центрі, то тензорний добуток {\displaystyle A\otimes _{F}B} є простою алгеброю. Якщо також В є центральною простою алгеброю, то і {\displaystyle A\otimes _{F}B} є центральною простою алгеброю. 
Для класів Брауера [A] і [B] тепер можна ввести {\displaystyle [A][B]=\left[A\otimes _{F}B\right]}. Дана операція є коректно визначена і множина красів Брауера із цією операцією утворює групу. Одержана група називається групою Брауера Br(F) поля F.  Вона є завжди комутативною і періодичною..

## Властивості
- Якщо А є центральною простою алгеброю над полем F, то довільний ідеал алгебри {\displaystyle A\otimes _{F}B} має вид {\displaystyle A\otimes _{F}I,} де I — ідеал алгебри B. Зокрема F-алгебра {\displaystyle A\otimes _{F}B} буде простою тоді і тільки тоді, коли простою є F-алгебра B.
- Нехай для скінченновимірної алгебри А над полем F, алгебра Аop  побудована на тому самому векторному просторі із тією ж адитивною структурою і множенням на скаляр але із множенням заданим як {\displaystyle (ab)_{A^{op}}=(ba)_{A}.} Тоді алгебра А є центральною простою тоді і тільки тоді, коли {\displaystyle A\otimes _{F}A^{op}\cong M(n,F),} де n — розмірність А над полем F.
- Кожен автоморфізм центральної простої алгебри є внутрішнім автоморфізмом (наслідок теореми Сколема — Нетер).
- Якщо А є скінченновимірною центральною простою алгеброю над полем F і B її простою підалгеброю, то централізатор {\displaystyle B'=C_{A}(B)} алгебри B є теж простою підалгеброю. Окрім того також {\displaystyle B=C_{A}(B')} і для розмірностей виконується рівність dimF A = dimF B dimF B'.
- Розмірність центральної простої алгебри як векторного простору над своїм центром є завжди квадратом: квадратний корінь із цієї розмірності називається степенем.[3]  Степінь еквівалентної алгебри з діленням називається індексом алгебри [4] Індекс центральної простої алгебри залежить лише від її класу Брауера.[5]
- Порядком центральної простої алгебри називається порядок її класу у групі Брауера. Порядок алгебри є дільником її індексу,[6] і прості дільники в обох числах є однаковими.[7][8][9]
- Якщо D є центральною алгеброю з діленням над K і її індекс має розклад у добуток простих чисел

{\displaystyle \mathrm {ind} (D)=\prod _{i=1}^{r}p_{i}^{m_{i}}\ }
тоді D має розклад у тензорний добуток
{\displaystyle D=\bigotimes _{i=1}^{r}D_{i}\ }
де кожна компонента Di є центральною алгеброю з діленням індексу {\displaystyle p_{i}^{m_{i}}}, і компоненти є визначені з точністю до ізоморфізму.

## Поле розщеплення
Поле E називається полем розщеплення для центральної простої алгебри A над K якщо A⊗E є ізоморфною кільцю матриць над E. Для кожної скінченновимірної центральної простої алгебри існує поле розщеплення. У випадку якщо A є алгеброю з діленням, її максимальне підполе є полем розщеплення. У загальному випадку існує поле розщеплення, яке є сепарабельним розширення поля K степеня рівного індексу A і це поле розщеплення є ізоморфним підполю A.  Наприклад, поле C розщеплює алгебру кватерніонів H над R:
{\displaystyle t+x\mathbf {i} +y\mathbf {j} +z\mathbf {k} \leftrightarrow \left({\begin{array}{*{20}c}t+xi&y+zi\\-y+zi&t-xi\end{array}}\right).}
За допомогою поля розщеплення можна ввести поняття редукованої норми і редукованого сліду центральної простої алгебри A.  Розглянувши вкладення A у кільце матриць над полем розщеплення, редуковані норма і слід є рівними визначнику і сліду відповідних елементів. Наприклад для алгебри кватерніонів H, при розщепленні вище для елемента t + x i + y j + z k редукована норма є рівною t2 + x2 + y2 + z2, а редукований слід 2t.
Редукована норма є мультиплікативною, а редукований слід адитивним. Елемент a A є оборотним якщо і тільки якщо його редукована норма є ненульовою і тому центральна проста алгебра є алгеброю з діленням якщо і тільки якщо редукована норма є ненульовою для всіх ненульовим елементів.